# Nicolae Terchilă
Nicolae Terchilă (n. 21 octombrie 1898, Copșa Mică – d. 26 octombrie 1983, Sibiu) a fost un profesor de teologie și traducător român, profesor al lui Arsenie Boca. A absolvit liceul din Dumbrăveni în anul 1917 după care a urmat cursurile de teologie la Institutul Teologic din Sibiu în perioada 1918-1921. Între anii 1921-1922 a fost student la Universitatea de Filozofie din Berlin și mai apoi între 1922 - 1924 la Leipzig unde își ia și doctoratul în anul 1924. În 1935 ia licența în teologie la Chișinău și apoi doctoratul la București. Urmează o carieră didactică îndeplinind funcția de suplinitor și mai apoi (1936) definitiv până la pensionare la Academia Teologică Andreiană din Sibiu. A predat Istoria filozofiei și Filozofia, Pedagogia și Istoria pedagogiei și Catehetica. Pe linie religioasă a fost diacon (1925), preot (1927) și protopop (1948). A publicat o serie de lucrări de filozofie și pedagogie.

## Lucrări publicate
- Încercări de pedagogie religioasă, în "Anuarul IV al Academiei teologice <<Andreiane>>", 1927/28, p. 3-30 (și extras);
- Profesorul Ioan Popescu. O sută de ani de la nașterea lui, în Anuarul VIll...", 1931/32, p. 550 (și extras);
- Evanghelia în școală.  Psihologia contemporană  și învățământul religios, Sibiu, 1935, 180 p. (teză de doctorat);
- Idei de filosofie religioasă la Vladimir Soloviev, Sibiu, 1936, 95 p.;
- Factorii învățământului religios în "Anuarul XIII....” 1936/37, p. 5-31;
- Educația creștinească, în Anuarul XIV.....” 1937/38, p. 48-64;
- Elemente de filosofie creștină, în RT, an. XXVIII, 1938, nr. 5, p. 203-207; nr. 6, p. 235 - 240, nr. 9, p. 393-396; an. XXIX, 1939, nr. 2-3, p. 80-87; nr. 4, p. 170-173 și nr. 6, p. 240-247;
- Herbart și herbartienii români din Ardeal, în Anuarul XVII..." 1940/41 p. 5-59;
- Istoria filosofiei. Tradusă după Dr. Otto Siebert, Revizuită și întregită, Sibiu, 1943, XVI + 452 p.;
- Filosofia antică pedagogică spre Hristos, în RT, an.  XXXVII, 1947, nr. 1-2, p. 31 -41; nr. 3-4, p. 132- 138; nr. 5-6, p. 219-225; nr. 7- 10, p. 329-331 și nr. 11-12, p. 411-419. Tâlcuirea Sfintei Liturghii, Sibiu, 1931, 80 p.
- Tâlcuirea Sfintelor Taine, Sibiu, 1932, 110 p.;
- Sâmbătarii. Sibiu, 1940, 44 p.
- Studii și articole în “Revista Teologică", Anuarele Academiei teologice <<Andreiane>>, “Telegraful Român" ș.a.